# Yamatotettix sexnotata
Yamatotettix sexnotata är en insektsart som beskrevs av Izzard 1955. Yamatotettix sexnotata ingår i släktet Yamatotettix och familjen dvärgstritar. Inga underarter finns listade i Catalogue of Life.